# 劇団カクスコ
劇団カクスコ（げきだんカクスコ）は、かつて存在した日本の演劇ユニットである。

## 概要
「劇団GAYA」所属俳優により、劇団GAYA解散後の1987年に結成され、主に新宿THEATER/TOPS、紀伊國屋ホール、大阪近鉄アート館などで年約2回のペースで公演を行っていた。後期にはTHEATER/TOPSでの新作公演期間は1ヶ月を超え、1998年に第33回紀伊國屋演劇賞を受賞。NHK BS-2や日本テレビ「劇場中継」などで公演が放送されるなど、一定のファン層と評価を得ていたが、2002年1月20日をもって解散した。
築50年以上の古いアパート「サツキ荘」や、「古道具屋朝日堂」などの小さな仕事場を舞台に、男ばかり6人の息の合った掛け合いが魅力であった。この掛け合いはアドリブは一切無しの、「間とテンポ」を重視したものであることが特徴である。簡単な筋はあるものの、ストーリー性は特に重視されない。
作品は変わってもメンバーの演じる役どころはほぼ一定であり、ある作品で演じられたシチュエーションが多少手を加えられて後の作品に再登場することもあった。特に彼らの最終公演となる「今日までどうもありがとう」は、「廊下は静かに!」「空き室あり!」をミックスさせたストーリーをベースに、他の作品のシーンを繋ぎあわせたリミックス作品である。
また、登場人物たちは必ず「唄うことが好きである」という設定である。2～3曲のアカペラを唄うシーン、中村育二がギターを、井之上隆志がパーカッション（ボンゴなど楽器を使うこともあるが、大抵はそのあたりにある楽器ではない何かを叩いている）を演奏しながらフォークソングを唄うシーンが各公演に必ず設けられていた。公演の他に、独立したアカペラライブを行い、数枚のCDをリリースしている。
活動期間中、「ラブジェネレーション」や「二千年の恋」など、6人揃ってテレビドラマに出演することもあった。特に「ラブジェネレーション」では、アカペラを披露するシーンもあるなど、彼らの舞台上での持ち味をそのまま生かした出演であった。

## 所属していた俳優
- 中村育二（主宰者）
- 岸博之
- 井之上隆志
- 山崎直樹
- 近藤京三
- 原田修一

## 上演作品
- MEN AT WORK 1 ～建築現場を駆ける男達。こいつらヤッパリ馬鹿だった。（1987年）
- MEN AT WORK 2 ～作業場を駆ける男達。こいつら本当に馬鹿だった。（1988年）
- MEN AT WORK 3 ～暁荘を駆ける男達。こいつら－馬鹿！！（1988年）
- MEN AT WORK 総集編 ～SUPER EDITION～（1989年）
- WORK BOX 1 ～鈴木さんたちの119 （1989年）
- WORK BOX 2 ～サツキ荘２０７（1989年）
- WORK BOX 3 ～あたり構わず（1990年）
- さつき荘9月（1990年）- 特別公演 第４回青山演劇フェスティバル参加作品
- WORK BOX4 ～陽当りヨシ！（1990年）
- オイ、山本！～花見の酒はアタマにくる。（1991年）
- 二本松酒店 ～軽トラは師走の街でビュンビュン走る！（1991年）
- 年中無休！～セコハンなんでも高く買います！（1992年）
- しゃかりき！～ペーパー・ムーンの12月（1992年）
- 年中無休！～朝日堂、もうすぐ春（1992年）- 大阪公演
- 旬が毎月 ～ヌイさんと一緒（1993年）- 特別公演
- 廊下は静かに！～サツキ荘の初夏（1993年）
- カクスコ総集編・年中無休！（1993年）- 特別公演 FROM A ACT-ALIVE参加作品
- とっぱらい ～ラビット企画頑張る（1993年）
- 春はどこから ～サツキ荘空き室あり（1994年）- 特別公演 東京演劇フェア参加作品
- カクスコ総集編・年中無休！（1994年）ｰ 北海道公演
- 人材求ム！～便利屋 WORK BOX '94（1994年）
- 二本松酒店（1994年）- 大阪公演
- MEN AT SONGS（1995年）- ライヴ：渋谷CLUB QUATTRO
- 松原六丁目あたり（1995年）
- 廊下は静かに！（1995年）ｰ 北海道公演
- 空き室あり！～サツキ荘'95・秋（1995年）
- 廊下は静かに！（1996年）ｰ 特別公演
- 年中無休！（1996年）- 特別公演
- じゃあ、明後日！～マンモス工房の師走（1996年）
- 上りの始発 ～丸子組、旅に出る。（1997年）
- 空き室あり！（1997年）- 特別公演
- 正月どうすんの？ 便利屋 WORK BOX '97・冬（1997年）
- MEN AT SONGS 2（1998年）- ライヴ：三軒茶屋 シアタートラム
- 空き室あり！～サツキ荘'98・秋（1998年）- 特別公演
- 見積無料 古道具屋朝日堂の夏（1998年）
- MEN AT SONGS 2（1998年）- ライヴ：大阪 近鉄小劇場
- 見積無料 古道具屋朝日堂の夏（1999年）- 北海道公演
- 表へ出ろ!? 馬鹿のケンカほど面白いものはない！（1999年）
- 上りの始発 ～丸子組、旅に出る。（2000年）- 特別公演
- 借りたら返す！～レンタルショップ"USHIGAMI"の師走～（2000年）
- 借りたら返す！～レンタルショップ"USHIGAMI"の師走～（2001年）- 特別公演
- 今日までどうもありがとう カクスコの総べて見せまーす！？（2001年、最終公演）